# Makija (biljni rod)
Makija (lat. Maackia), rod listopadnog drveća i grmova iz porodice mahunarki (Leguminosae). Priznato je devet vrsta (27) rasprostranjenih po istočnoj Aziji.

## Vrste
1. Maackia amurensis Rupr. & Maxim.
2. Maackia australis (Dunn) Takeda
3. Maackia chekiangensis S.S.Chien
4. Maackia floribunda (Miq.) Takeda
5. Maackia hupehensis Takeda
6. Maackia hwashanensis W.T.Wang ex C.W.Chang
7. Maackia taiwanensis H.Hoshi & H.Ohashi
8. Maackia tashiroi (Yatabe) Makino
9. Maackia tenuifolia (Hemsl.) Hand.-Mazz.

## Vanjske poveznice
|  | Zajednički poslužitelj ima još gradiva o temi Maackia |
|  | Wikivrste imaju podatke o taksonu Maackia             |